# Тёмные тайны
«Темные тайны» (англ. Dark Places) — американская кинодрама с элементами триллера режиссёра Жиля Паке-Бреннера, снятая в 2015 году c Шарлиз Терон и Николасом Холтом в главных ролях. Фильм снят по мотивам одноименного романа американской писательницы Гиллиан Флинн. Лента затрагивает философские и моральные проблемы свободы воли, а также влияние социальных проблем, массовой культуры и школы как социального института на социализацию личности. В фильме с тонким психологизмом показана неприглядная сторона жизни жителей Среднего Запада США.

## Сюжет
Сюжет фильма демонстрирует события, происходящие в октябре 1985 года на территории города Кинаки (штат Канзас) и спустя 29 лет, в 2014 году.
8-летняя Либби Дэй стала единственной выжившей во время массового убийства почти всех членов своей семьи в октябре 1985 года на семейной ферме в Кинаки. Полиция и общественность возлагает вину за убийства на брата Либби — 15-летнего Бена Дэя. После ареста брата Либби заявляет полиции, что в ночь убийства видела Бена с ружьём в руках напротив двери комнаты своей матери. По версии следствия Бен застрелил свою мать и одну из младших сестёр — Дебби, после чего задушил в своей комнате вторую сестру — Мишель. Несмотря на путанные показания 8-летней Либби и отсутствие прямых доказательств причастности к массовому убийству Бена, на судебном процессе он признан виновным и получает в качестве уголовного наказания пожизненное лишение свободы, так как во время расследования и судебного процесса отказался сотрудничать со следствием, предоставить алиби и убедить суд в своей невиновности. Пережившая трагедию Либби становится популярной девочкой в США, благодаря чему со всей страны неравнодушные люди присылают ей письма поддержки и пожертвования, на которые ей успешно удаётся безбедно существовать на протяжении последующих двух десятилетий. Спустя годы повзрослевшей Либби уже не удаётся изображать из себя юную жертву ужасной трагедии, вследствие чего пожертвования постепенно иссякают, и к 2014 году Либби окончательно теряет популярность, вследствие начинает испытывать материальные трудности. В этот период к ней обращается Лайл Вирт, молодой предприниматель, который предлагает Либби 500 долларов за посещение их любительского клуба по расследованию загадочных убийств прошлых лет. Не имеющая работы и образования, Либби Дэй соглашается на просьбу Лайла — выступить в клубе и ответить на вопросы о своём прошлом, требуя за свою работу 700 долларов. В клубе Вирта Либби узнаёт, что клуб является серьёзной организацией, большинство членов которой являются бывшими офицерами полиции, частными детективами и юристами. Члены клуба ведут независимое расследование серии убийств, которую совершал на протяжении 30 лет неустановленный серийный убийца по прозвищу «Ангел Долга».
Во время посещения клуба Либби узнаёт, что члены клуба подвергают сомнению виновность её брата Бена и на протяжении нескольких лет занимаются его уголовным делом, пытаясь добиться для него оправдательного приговора. Лайл Вирт просит Либби отказаться от её признательных показаний, которые послужили основной доказательной базой обвинения, и подать на этом основании апелляцию, но Либби отказывается, уверяя всех на заседании клуба в том, что Бен является истинным убийцей. Тем не менее, спустя несколько дней, Либби соглашается работать с клубом в обмен на материальное вознаграждение, используя это как одну из последних возможностей заработать на трагедии своей жизни. Вирт заявляет, что у них есть всего лишь три недели на поиск новых улик в пользу невиновности Бена, так как его уголовное дело будет вскоре уничтожено. По настоянию Лайла Либби впервые за 28 лет посещает в тюрьме Бена. Во время разговора с Либби Бен дружелюбно настроен по отношению к ней и предлагает ей восстановить их родственные отношения, так как страдает от одиночества, однако Либби отвергает все попытки Бена к сближению и вынуждает его вернуться к обсуждению темы массового убийства, после чего с ненавистью сообщает Бену, что считает его настоящим убийцей, так как Бен так и не смог объяснить причины, по которым он молчал все эти годы, даже не пытаясь доказать свою непричастность к преступлениям.
После разговора с Беном, всё ещё веря в виновность брата, Либби отмечает, что её брат сильно изменился и готов к возвращению в общество, после чего совместно с Лайлом продолжать расследование этого дела, пытаясь выяснить, что побудило её брата убить их семью, и действительно ли он в этом виновен. С этой целью Лайл Вирт передаёт Либби материалы уголовного дела Бена, изучив которые, Либби узнаёт, что незадолго до убийств Бен сбежал из дома, так как разыскивался полицией по обвинению в сексуальных домогательствах по отношению к несовершеннолетней Крисси Кейтц. Вина Бена в домогательствах доказана не была, но массовая огласка по этому делу, по мнению сторонников невиновности Бена, повлияла на вердикт жюри присяжных заседателей, которые действовали по отношению к Бену весьма предвзято. Другим косвенным доказательством причастности Бена к убийствам послужила его приверженность к сатанизму и желание совершать жертвоприношения, о чём он добровольно заявил на судебном процессе в 1986 году. Либби в ходе расследования удаётся установить, что в период Сатанинской паники её брат увлёкся сатанизмом, попав под влияние одного из своих друзей по имени Трей Типано. Изучив дневники своей убитой сестры Мишель, которые были приобщены к уголовному делу Бена и использовались в качестве доказательства его виновности, так как Мишель ненавидела брата и считала его малолетним преступником, Либби узнала что во время убийств Бен встречался с 17-летней девушкой по имени Диондра Вецнер, которая была дочерью социально обеспеченных родителей и пропала без вести через несколько дней после массового убийства в конце 1985 года.
Действие фильма переносится в 1985 год. Мать Либби Дэй и Бена — Пэтти Дэй — незадолго до трагедии испытывает материальные трудности и узнаёт что на их ферму наложен арест, по причине чего они могут лишиться жилья. Социально неблагополучную обстановку дополняет Бен, у которого напряжённые отношения с матерью и сестрой Мишель, которая насмехается над Беном из-за его увлечения сатанизмом и хэви-металлом. Будучи изгоем, Бен проводит много свободного времени с букмекером-сатанистом Треем Типано и с Диондрой Верцнер, совершая вместе с ними по ночам убийства коров в качестве жертвоприношений сатане. После того, как его обвинили в растлении девочки Крисси Кейтс, он вместе с Диондрой планирует сбежать из штата в Калифорнию. Пэтти Дэй в попытке помочь сыну встречается с отцом Крисси Кейтс, пытаясь выведать у неё правду насчёт Бена, но при её виде у девочки начинается истерика, после чего родители Крисси оскорбляют мать Бена и прогоняют её. Терзаемая разочарованием и безысходностью, Пэтти Дэй в поисках решения семейных проблем встречается с бывшим мужем, отцом своим детей, который сам испытывает материальную нужду и просит у Пэтти денег, чтобы уехать из города, так как он задолжал Трею Типано крупную сумму денег, но получает отказ. В ходе ссоры Рональд Дэй пытается сорвать с шеи Пэтти фамильное рубиновое ожерелье, но, не сумев этого сделать, избивает её и крадёт деньги из её кошелька.
В 2014 году, с помощью членов клуба, Либби узнаёт место работы повзрослевшей Крисси Кейтц, которая работает стриптизёршей в одном из стрип-клубов города. В разговоре с Либби и Лайлом Крисси снова подтверждает свою версию о том, что в детстве подвергалась сексуальным домогательствам со стороны Бена, после чего Либби одалживает ей 50 долларов и даёт ей свой адрес с настоящим именем в расчёте на то, что Крисси, узнав, что разговаривала с сестрой Бена, захочет через некоторое время снова с ней встретиться.
Чтобы прояснить тайну исчезновения Диондры Верцнер, Либби находит в окрестностях одной из свалок города Канзас-Сити — своего отца Рональда Дэя, который на протяжении последних двух десятилетий вёл бродяжнический образ жизни и много свободного времени проводил в обществе бездомных. Рональд Дэй ушёл из семьи, когда Либби было 2 года, после чего вел маргинальный образ жизни и состоял в конфликте с её матерью, вследствие чего Рональд являлся одним из подозреваемых в совершении убийств. Во время встречи с Либби Рональд признаётся, что незадолго до трагедии испытывал материальные трудности и сильно задолжал другу Бена — Трею Типано, который в тот период подрабатывал букмекером, однако он не признал свою причастность к совершению убийств, заявив Либби, что вероятными убийцами были Бен и Трей Типано, которые в качестве жертвоприношения могли убить Диондру Верцнер, так как, согласно его утверждениям, она была беременна от 15-летнего Бена.
После этого Либби находит Крисси Кейтц, которая, узнав о том, что она сестра Бена, извиняется перед ней и заявляет, что на самом деле никогда не подвергалась никаким сексуальным домогательствам и оговорила Бена в качестве мести за то, что он отверг её в детстве, так как она была в него влюблена.
Найдя множество противоречий в этом деле, Либби начинает сомневаться в виновности Бена и снова навещает его в тюрьме, где уличает его в многолетней лжи. Между ними происходит ссора. Бен отказывается рассказать ей о местонахождении Диондры, их ребёнка и рассказать ей о том, какую роль Диондра сыграла в массовом убийстве, после чего Либби негативно отзывается о Бене, по-прежнему считая что он может быть убийцей, в то время как он выражает сожаление о том, что Либби спустя 29 лет после трагедии так и не смогла адаптироваться к нормальной жизни. С помощью Лайла Вирта Либби разыскивает Трея Типано, так как, по их мнению, он является последним человеком, который мог знать о том, что на самом деле произошло в ночь массового убийства. Постаревший Трей Типано, оказавшийся успешным предпринимателем, заявил Либби и Лайлу, что непричастен к событиям, происходившим в ту ночь, но даёт им очень важную информацию. Типано подтвердил слова Рональда Дэя о том, что пропавшая Диондра Верцнер была беременна от Бена. Он заявил, что Бен и Диондра собирались бежать из города, а Диондра имела склонность к подражательству и любила представляться незнакомым людям под псевдонимом Полли Паун. В этот момент Либби вспоминает, что на руке Бена была татуировка с именем Полли, девушки, в которую Бен, по его словам, был влюблён и на которой когда-то собирался жениться. С помощью публичных сервисов в интернете Лайл Вирт узнает, что единственная женщина в стране с таким именем проживает на территории Миссури.
В конечном итоге Либби Дэй находит Диондру Вецнер и их совместную с Беном дочь Кристал. Диондра рассказывает Либби свою версию событий той ночи, согласно которой, находясь в розыске по обвинению в растлении, Бен вернулся в свой дом за деньгами, а она ждала его в своём доме, после чего сбежала из города, так как Бен так и не вернулся к ней. В ванной комнате дома Диондры Либби находит фамильное рубиновое ожерелье с именем своей бабушки, которое носила на шее её мать. Либби осознаёт, что Диондра ей солгала и в действительности находилась в её доме в ту роковую ночь во время массового убийства. В этот момент ей звонит Лайл Вирт и заявляет, что члены его клуба смогли выйти на след серийного убийцы Кэлвина Дила по прозвищу «Ангел Долга», и тот был арестован. Дил после ареста признался в совершении более чем 50 убийств на территории Среднего Запада США, в том числе в убийстве её матери и одной из сестёр. Шокированная этой информацией, Либби пытается уйти из дома Диондры, но её останавливает Кристал, которая заметила пропажу ожерелья. Диондра и Кристал пытаются убить Либби, но ей удаётся сбежать и спрятаться в лесу, после чего её находит Лайл, а Диондра и её дочь уезжают, скрываясь от правосудия.
Действие фильма снова переносится в 1985 год. Пэтти Дэй в отчаянии ищет вариант решения своих проблем и поздно ночью встречается в парке с незнакомцем, который оказывается серийным убийцей по имени Кэлвин Дил, известным как «Ангел долга», который убивает людей, чтобы их семьи могли получить деньги по своим полисам страхования жизни. После составления договора Пэтти соглашается стать жертвой убийства в расчёте на то, что деньги по её полису страхования получит её сестра Дайан, которая позаботится о её детях и сохранит их семейную ферму, после чего идёт домой, укладывает детей спать и оставляет немного денег для Дила в качестве оплаты. В тот же день Диондра узнает об обвинениях против Бена и убеждает его немедленно бежать с ней из города, так как опасается своего отца, который угрожал её убить в том случае, если он узнает, что она лишилась девственности. Бен планирует вернуться ночью домой, чтобы забрать из своего тайника несколько сотен долларов. В роковую ночь Бен возвращается домой вместе с Диондрой, которая пребывает в состоянии наркотического опьянения и устраивает шум, после чего в комнате появляется Мишель, которая при виде Диондры угрожает всё рассказать матери и отцу Диондры. В приступе гнева Диондра внезапно нападает на Мишель и начинает её душить. Это в свою очередь привлекает внимание другой сестры Бена и Либби — Дебби, которая своими криками будит мать.
Тем временем в доме появляется Кэлвин Дил, который встречает в коридоре Пэтти и наносит ей удар ножом в живот. Обеспокоенный шумом из комнат и появлением в коридоре Дебби, Кэлвин Дил впадает в панику, после чего в ярости хватает семейный дробовик и убивает Дебби и Пэтти Дэй. Звуки выстрелов отвлекают Бена от его попыток защитить Мишель от Диондры. Он выходит в коридор, где находит тела матери и сестры Дебби, после чего плачет и, будучи в состоянии шока, проводит несколько минут рядом с телами убитых. В отсутствие Бена Диондра убивает Мишель, задушив её руками. Обнаружив задушенную сестру, Бен нападает на Диондру, но оставляет её в покое после того, как оставшаяся в живых Либби с шумом покидает домой через окно и сбегает. Диондра предлагает расправиться с девочкой, но Бен останавливает её и убеждает её в том, что сам убьёт сестру. Он находит Либби в одном из загонов для животных, но приказывает ей сидеть тихо и не причиняет ей никакого вреда, так как в действительности любил свою мать и своих сестёр, после чего он и Диондра покидают дом.
В 2014 году, после разоблачения Кэлвина Дила и установления причастности к убийствам Диондры Верцнер, её находят и арестовывают, предъявляя ей обвинение в совершении убийства Мишель Дэй. Либби снова навещает Бена в тюрьме, где они извиняются друг перед другом. Либби, которая на самом деле никогда не видела убийц в ту роковую ночь и Бена с оружием в руках, извиняется перед ним за то, что дала во время следствия против него ложные показания и поломала ему жизнь, а он, в свою очередь, извиняется перед ней за то, что поломал жизнь ей, защитив свою любимую девушку и своего нерождённого ребёнка, фактически признав вину в убийстве матери и сестёр и тем самым разрушив родственную связь с Либби. В конце свидания с Беном Либби признаёт, что он является самым близким для неё человеком, и события той трагической ночи больше не будут контролировать её жизнь, после чего они окончательно мирятся, обсуждают историю из детства, связанную со старой лошадью, во время обсуждения которой Бен обещает ей рассказать множество красивых историй из детства, убеждая её в том, что на самом деле в их семье было не всё так плохо. В последних сценах фильма Бен Дэй выходит на свободу после 28-летнего тюремного заключения, а Либби Дэй с целью пройти окончательную социальную переадаптацию и избавиться от кошмаров прошлого, возвращается на семейную ферму, где произошла трагедия. Увидев, что ферма до сих пор существует и в доме живёт уже другая семья, Либби признаёт, что в их семье действительно было не всё так плохо. Она приходит к выводу, что все участники тех событий выбрали для себя из всех вариантов решения проблем самый наихудший, в том числе её мать, которая так безрассудно пригласила в их дом смерть…

## Актерский состав
- Шарлиз Терон — Либби Дэй
- Николас Холт — Лайл Вирт
- Кристина Хендрикс — Пэтти Дэй
- Хлоя Грейс Морец — Диондра Верцнер в возрасте 17 лет
- Стерлинг Джеринс — Либби Дэй в возрасте 8 лет
- Кори Столл — Бен Дэй
- Тай Шеридан — Бен Дэй в возрасте 15 лет
- Дреа де Маттео — Крисси Кейтц
- Андреа Рот — Диондра Верцнер
- Джефф Чейз — Келвин Дил
- Шеннон Кук — Трей Типано

## Критика
Несмотря на отличный подбор актёров, фильм получил смешанные отзывы от критиков. Критики отмечали превосходную игру актёров и отличный сценарий, созданный на базе романа, но в качестве слабых сторон ленты указывали множество сюжетных поворотов, которые сбивали с толку и запутывали зрителя, делая просмотр фильма утомительным. Издание Variety высоко оценила игру Шарлиз Терон и Кристины Хендрикс, отметив, что обе актрисы искусно сыграли своих персонажей, переживших психологическую травму и живущих в состоянии стресса. Критики из изданий Chicago Tribune и Entertainment Weekly поставили фильму положительные отзывы, отметив сюжетные перипетии, повороты и раскрытия тайны поддерживают интерес к фильму, который колеблется между сегодняшним днём и днём убийств, перемежаясь воспоминаниями Либби о побеге из дома той ночью, в то время как издание The Observer отрицательно отозвалось о фильме, назвав в целом ленту неплохой работой с точки зрения режиссуры, но отметив слабую работу оператора Барри Экройда, который, по их мнению, в процессе съёмок делал всё возможное, но тем не менее, не смог в некоторых сценах держать зрителей фильма в напряжении. Ряд критиков положительно отозвались о фильме, заявив, что фильм является познавательным, так как в нём существуют отсылки на события, которые имели место в 1980-х во время Сатанинской паники в США и влияние массовой культуры на подростков в целом.